# فروده أندريسن
فروده أندريسن (بالنرويجية البوكمول: Frode Andresen)‏ هو متزحلق نرويجي، ولد في 9 سبتمبر 1973 في روتردام في هولندا.

## وصلات خارجية
- فروده أندريسن على موقع IBU (الإنجليزية)
- فروده أندريسن على موقع الاتحاد الدولي للتزلج (التزلج الريفي) (الإنجليزية)
- فروده أندريسن على موقع أوليمبيديا (الإنجليزية)
- فروده أندريسن على موقع IMDb (الإنجليزية)